# Decapitació
La decapitació és un mètode per aplicar la pena de mort consistent en separar el cap del tronc de la persona amb un objecte tallant, usualment una destral, una espasa o la guillotina. És la manera d'executar un criminal (o enemic de guerra) més ràpida (i per aquest motiu a l'Antiga Roma es reservava als ciutadans de ple dret). Històricament s'ha practicat als països asiàtics, a França des de la revolució i fins a l'abolició de la pena capital el 1981, i a Europa de l'Est, entre d'altres, però en l'actualitat només perviu legalment als Emirats Àrabs, Qatar i Aràbia Saudita.

## Decapitacions cèlebres
- Holofernes
- Joan Baptista
- Pau de Tars
- Thomas More
- Anna Bolena
- Maria Stuard
- Lluís XVI de França i Maria Antonieta d'Àustria
- Maximilien Robespierre
- General Moragues
- Sophie Scholl
- Daniel Pearl